# سپ پیونتک
سپ پیونتک (انگلیسی: Sepp Piontek؛ زادهٔ ۵ مارس ۱۹۴۰) یک بازیکن فوتبال اهل آلمان است.
وی همچنین در تیم ملی فوتبال آلمان بازی کرده‌است.